# Anne-Marie Dohm
Anne-Marie Mosegaard Dohm (født 17. januar 1967) er en dansk journalist, tidligere administrerende direktør og ansvarshavende chefredaktør på radiostationen Radio4 og nuværende direktør for museet Fregatten Jylland.

## Karriere og uddannelse
Fra 2007 til august 2011 var Anne-Marie Dohm rektor for Danmarks Medie- og Journalisthøjskole, hvorefter hun blev direktør i DR Danmark.
Efter uafsluttede studier i spansk og engelsk ved Handelshøjskolen i Århus 1988-1989 blev Dohm uddannet journalist fra Danmarks Journalisthøjskole i 1994. Hun kom derefter til Morgenavisen Jyllands-Posten, hvor hun først var reporter på avisens samfundsredaktion, siden chef for avisens reportagegruppe. I 2002 blev hun kommunikationschef i Mejeriforeningen og i 2004 kommunikationschef i DGI. Hun blev i 2007 rektor for Journalisthøjskolen, der kort forinden var fusioneret med Mediehøjskolen til Danmarks Medie- og Journalisthøjskole. Posten som rektor overtog hun fra Kim Minke.
Anne-Marie Dohm er medlem af bestyrelserne for International Media Support, 3XN og Campus Århus. 
Efter en periode som chefredaktør på NORDJYSKE Medier blev Anne-Marie Dohm direktør for DR Danmark og sidenhen administrerende direktør og ansvarshavende chefredaktør på Radio4. I 2023 blev hun direktør for museet Fregatten Jylland.

## Privat
Hun er gift med Klaus Dohm, der er journalist på Jyllands-Posten.